# Рик Джеймс
Джеймс Эмброуз Джонсон-младший (англ. James Ambrose Johnson Jr., 1 февраля 1948 – 6 августа 2004), более известный под сценическим псевдонимом Рик Джеймс, был американским певцом, автором песен, мультиинструменталистом и музыкальным продюсером.

## Биография

### Ранние годы
Джеймс родился 1 февраля 1948 года и вырос в Буффало, штат Нью-Йорк, в семье из восьми детей. Отец ушёл, когда ему было 10 лет, а мать работала танцовщицей и уборщицей, чтобы зарабатывать на жизнь.

### Карьера
Джеймс начал свою музыкальную карьеру в подростковом возрасте. Он был в разных группах, прежде чем поступить на службу в военно-морские силы США, чтобы избежать призыва в армию. В 1964 году Джеймс дезертировал в Торонто, Канада, где создал рок-группу the Mynah Birds, которая в конечном итоге подписала контракт на запись с Motown Records в 1966 году. Карьера Джеймса в группе прекратилась после того, как военные власти обнаружили его местонахождение и в конечном итоге осудили и приговорили Джеймса к одному году тюремного заключения по обвинению в дезертирстве. После освобождения Джеймс переехал в Калифорнию, где в конце 1960-х и начале 1970-х годов основал множество рок-и фанк-групп.
После создания местной популярной группы Stone City в своём родном городе Буффало в 1977 году Джеймс, наконец, добился успеха в качестве исполнителя звукозаписи после подписания контракта с Motown’s Gordy Records, выпустив альбом Come Get It! в 1978 году, на котором были выпущены хиты «You and I» и «Mary Jane». В 1981 году Джеймс выпустил свой самый успешный альбом Street Songs, в который вошли определяющие карьеру хиты, такие как «Give It to Me Baby» и «Super Freak», последняя песня стала его самым большим кроссоверным синглом, смешивающим элементы фанка, диско, рока и новой волны. Джеймс также был известен своими балладами в жанре соул, такими как «Fire and Desire» и «Ebony Eyes». Кроме того, Джеймс также сделал успешную карьеру в качестве автора песен и продюсера для других артистов, включая Тину Мари, Mary Jane Girls, the Temptations, Эдди Мерфи и Смоки Робинсона.
Основной успех Джеймса достиг пика с выходом его альбома Glowв 1985 году и его появлением в популярном телешоу «Команда А». Его последующие альбомы не продавались так же хорошо, как их предшественники. Рэпер MC Hammer использовал сэмпл «Super Freak» Джеймса для своего хита 1990 года «U Can’t Touch This», который стал лучшей R&B песней на премии Грэмми 1991 года. Джеймс получил свою единственную «Грэмми» за сочинение песни. К началу 1990-х годов карьере Джеймса мешала его наркомания, и он был втянут в юридические проблемы. В 1993 году Джеймс был осужден за два отдельных случая похищения и пыток двух разных женщин под воздействием крэка, в результате чего был приговорен к трём годам заключения в тюрьме штата Фолсом. Джеймс был освобожден условно-досрочно в 1996 году и выпустил альбом Urban Rapsody в 1997 году. Проблемы со здоровьем Джеймса снова остановили его карьеру после того, как у него случился лёгкий инсульт во время концерта в 1998 году, и он объявил о завершении карьеры.
В 2004 году карьера Джеймса вернулась в основную поп-культуру после того, как он появился в эпизоде Шоу Чаппелла. Этот отрывок включал пародию на настоящие голливудские истории в стиле Чарли Мерфи, которая высмеивала дикий образ жизни Джеймса в 1980-х годах. Это привело к возобновлению интереса к его музыке, и в том же году он вернулся, чтобы выступать на гастролях.
В ноябре 2020 года поместье Джеймса подтвердило продажу 50 % доли в его издании и каталоге мастеров Фонду песен Hipgnosis, основанному руководителем канадско-американской музыкальной индустрии и предпринимателем Мерком Меркуриадисом.

### Личная жизнь
У Джеймса было двое детей от бывшей певицы и композитора Сивиллы Морган — дочь Тьенза и сын Рик-младший.
С 1982 по 1984 год Джеймс встречался с актрисой Линдой Блэр. Их знакомство произошло после того, как Джеймс прочитал её интервью, в котором она призналась, что считает его привлекательным. Он решил связаться с ней, и они провели время вместе во время его пребывания в Chateau Marmont в Голливуде. В начале их отношений Блэр забеременела, но сделала аборт. В своих мемуарах Джеймс писал о боли, которую испытал из-за её решения, добавив, что он всё ещё грустит о том, каким могло быть их будущее с ребёнком. Его песня «Cold Blooded» отражала их отношения, где он отмечал, что Линда могла "заморозить его кровь".
В 1989 году Джеймс познакомился с 17-летней Таней Хиджази, и их роман начался в 1990 году. В 1993 году у них родился сын Тазман. После выхода Джеймса из тюрьмы за нападение они связали себя узами брака в 1996 году, а в 2002 году развелись.
Кроме того, Джеймс был тесно связан с Тиной Мари, с которой начал сотрудничать в 1979 году. Она утверждала, что они были помолвлены на короткий срок. Их совместная работа продолжалась до 2004 года, когда вышел её альбом La Doña, в который вошёл их дуэт «I Got You». После смерти Джеймса Тина призналась, что была опустошена и боролась с зависимостью от обезболивающих.

### Злоупотребление наркотиками
Джеймс начал употреблять наркотики в юности, начав с марихуаны и героина. В конце 1960-х годов он также стал употреблять кокаин. Хотя Джеймс утверждал, что бросил кокаин во время заключения, вскрытие показало, что в момент его смерти в организме всё ещё присутствовало небольшое количество этого наркотика.
Наркотическая зависимость негативно сказалась на его здоровье. В апреле 1984 года его экстренно госпитализировали после того, как друг обнаружил его без сознания в квартире. В 1998 году Джеймс перенес инсульт, когда на концерте в Денвере у него произошёл разрыв кровеносного сосуда на шее. Ранее в том же году ему была проведена операция по замене тазобедренного сустава, чтобы исправить повреждение, возникшее в результате «прыжков на сцене и злоупотребления наркотиками».

### Суды за похищения, изнасилования и избиения
К 1990-м годам общественность узнала о зависимости Джеймса от наркотиков. Он испытывал сильную привязанность к кокаину и впоследствии признался, что тратил около 7000 долларов еженедельно на наркотики в течение пяти лет. 2 августа 1991 года Джеймс и его подруга Таня Хиджази были задержаны по подозрению в захвате в заложники 24-летней Фрэнсис Элли, удерживании её в плену до шести дней, связывании, принуждении к сексуальным актам и жестоком обращении, включая прижигание горячим концом трубки с крэком во время недельного запоя. Если бы Джеймс был признан виновным по всем пунктам, ему грозило пожизненное заключение, включая обвинения в использовании смертельного оружия и незаконном лишении свободы.
3 ноября 1992 года, находясь под залогом, Джеймс, находясь под воздействием кокаина, напал на музыкального продюсера Мэри Согер в клубе St. James в Западном Голливуде. Она утверждала, что их встретила на деловой встрече, но затем была похищена и избита на протяжении 20 часов. Джеймс был признан виновным по двум делам, но оправдан по обвинению в пытках. Он отбывал пятилетний срок в тюрьме Фолсом, где проиграл гражданский иск Согер на сумму почти 2 миллиона долларов. Джеймс был освобожден 21 августа 1996 года после более чем двух лет пребывания в тюрьме.
В 1998 году Джеймс оказался под следствием за сексуальное насилие над 26-летней женщиной, однако дело было закрыто. В 2020 году его наследство подверглось судебному разбирательству на сумму 50 миллионов долларов от женщины, обвинившей его в изнасиловании в доме для неблагополучных подростков в Нью-Йорке в 1979 году, но иск был позднее отклонен.

### Смерть
Утром 6 августа 2004 года помощник Джеймса обнаружил его мертвым в его жилище в Лос-Анджелесе, расположенном в комплексе Oakwood Toluca Hills, неподалеку от Бербанка. Ему исполнилось 56 лет. Его давний PR-менеджер Суджата Мурти выпустила пресс-релиз, в котором сообщила о его естественной смерти. Джеймс скончался от легочной и сердечной недостаточности, вызванных множеством заболеваний: диабетом, инсультом, проблемами с кардиостимулятором и сердечным приступом. В ходе вскрытия в его крови были найдены алпразолам (Ксанакс), диазепам, бупропион (Веллбутрин), циталопрам (Целекс), гидрокодон, дигоксин (Дигиталис), хлорфенирид и наркотики, такие как метамфетамин и кокаин. Тем не менее, коронер отметил, что «ни одно из веществ или их сочетаний не имело концентрации, которая была бы опасной для жизни».
После открытой церемонии прощания с фанатами прошла закрытая панихида в Forest Lawn Memorial Park – Hollywood Hills. Общественные похороны прошли в церкви Святого Иоанна Крестителя в Буффало, Нью-Йорк, 14 августа 2004 года, где собралось около 6000 почитателей; затем состоялась кремация, а позже в тот же день был проведен бесплатный концерт памяти в парке Мартина Лютера Кинга. Его прах захоронили на кладбище Forest Lawn в Буффало.

## Дискография

### Студийные альбомы
- Come Get It! (with The Stone City Band, 1978)
- Bustin' Out of L Seven (1979)
- Fire It Up (1979)
- Garden of Love (1980)
- Street Songs (1981)
- Throwin' Down (1982)
- Cold Blooded (1983)
- Glow (1985)
- The Flag (1986)
- Wonderful (1988)
- Kickin' (1989)
- Urban Rapsody (1997)
- Rick James Forever (2005)
- Deeper Still (2007)